# يانون
يانون قرية فلسطينية في محافظة نابلس شمال الضفة الغربية. يبلغ عدد سكانها حوالي 92 نسمة حسب التعداد العام للسكان عام 2017، وتبلغ مساحتها ما يقارب 16450 دونم. وهي من القرى المحتلة عام النكسة.

## التسمية
يعود تسمية القرية إلى أصل كنعاني، ويقال أنها سميت بهذا الاسم نسبة إلى وجود مقام النبي نون في المنطقة الشرقة من المنطقة.

## الجغرافيا
تقع القرية في وسط فلسطين، في الجزء الشمالي الشرقي من الضفة الغربية، إلى الجنوب الشرقي من مركز مدينة نابلس بحوالي 15 كم، وتبعد عن بلدة عقربا حوالي 4.5 كيلو متر، وتبلغ مساحتها قرابة 16450 دونم، وترتفع عن سطح البحر 675 متر.

## التاريخ
عُثر على قطع أثرية تعود إلى العصور الكنعانية، الرومانية، البيزنطية والأيوبية في القرية.

### العهد العثماني
تبعت يانون إلى الإمبراطورية العثمانية في عام 1517 مع كل فلسطين، وكانت تتبع ولاية جبل قبل في سنجق نابلس. في عام 1596 ظهر لأول مرة اسم دوما في سجلات الضرائب العثمانية، حيث دفعوا معدل ثابت للضريبة بنسبة 33,3٪ على المنتجات الزراعية المختلفة، مثل القمح، والشعير، والمحاصيل الصيفية، والزيتون، والماعز، وخلايا النحل.
في عام 1852 ذكر إدوارد روبنسون بعد زيارته لقرية يانون، كانت غالبية القرية والبيوت مدمرة والبيوت المتبقية مأهولة بعدد قليل من السكان، في القرن التاسع عشر استقر في يانون 50 نسمة جميعهم مسلمون.

### الانتداب البريطاني
في عام 1917، سقطت يانون بيد الجيش البريطاني، ودخلت البلدة مع باقي فلسطين مظلة الانتداب البريطاني على فلسطين عام 1920، وأصبحت يانون تتبع قضاء نابلس في تلك الفترة حتى وقوع النكبة.
أجرت سلطات الانتداب البريطاني تعدادا عاما للسكان عام 1922، وقد بلغ عدد السكان حوالي 70 نسمة جميعهم مسلمين، ثم تزايد العدد حتى وصل إلى 120 نسمة جميعهم مسلمين في تعداد عام 1931.

### الحكم الأردني
في أوائل خمسينيات القرن العشرين أتبعت يانون للحكم الأردني بين حربي 1948 و1967، وكان عدد سكانها آنذاك حوالي 103 نسمة عام 1961،  وكانت تتبع إدارياً إلى قضاء نابلس.

### النكسة
سقطت قرية يانون بعد حرب النكسة.

### السلطة الوطنية الفلسطينية
بعد تأسيس السلطة الفلسطينية، صنفت أراضي قرية يانون باسم المنطقة «ج».

## السكان
دخلت فلسطين وفود كبيرة عبر العصور من تجار وغيرهم وذلك لموقعها الهام كنقطة وصل بين القارات، ومركز للحضارات والأديان. يبلغ عدد سكان يانون حاليا حوالي 92 نسمة جميعهم من المسلمين وذلك حسب التعداد العام للسكان 2017 الذي أجراه الجهاز المركزي للإحصاء الفلسطيني.

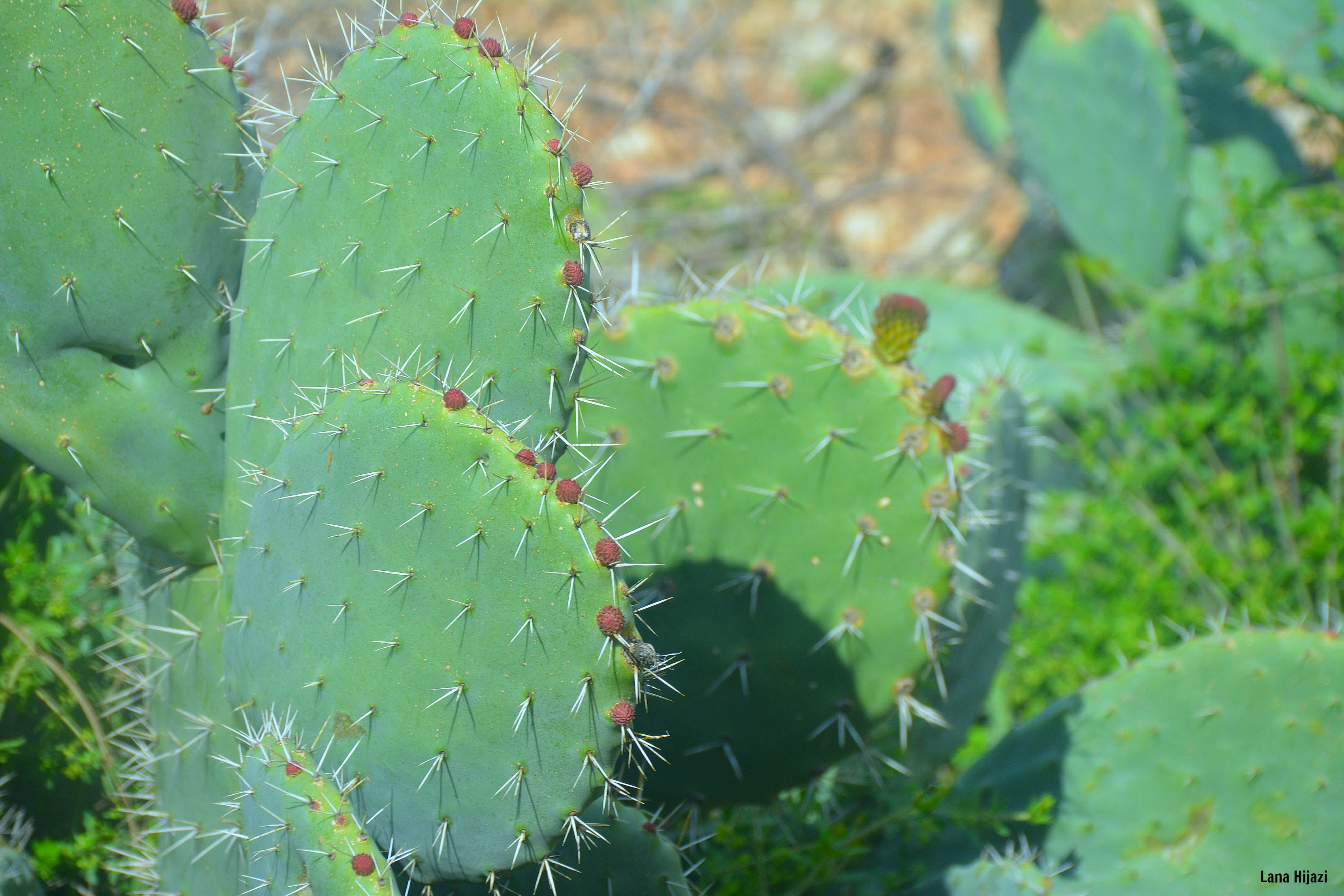

| السنة      | (1922) | (1931) | (1945) | (1961) | (تعداد 1982) | (تعداد 1987) | (تقدير 1997) | (2017) |
| ---------- | ------ | ------ | ------ | ------ | ------------ | ------------ | ------------ | ------ |
| عدد السكان | 71     | 120    | 50     | 103    | 77           | 66           | 115          | 92     |